# Апокрієс

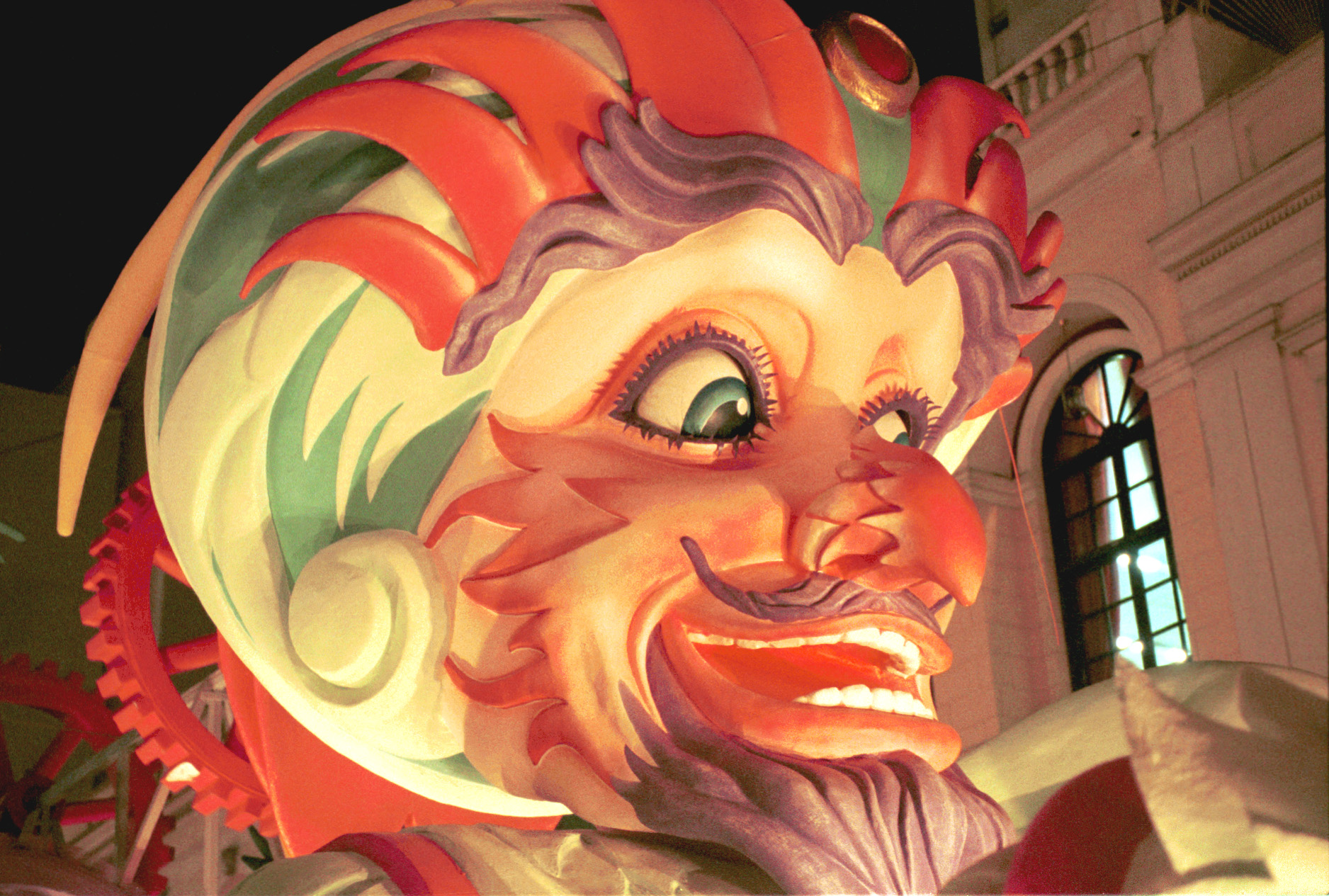
Король Патрського карнавалу, 2003 рік

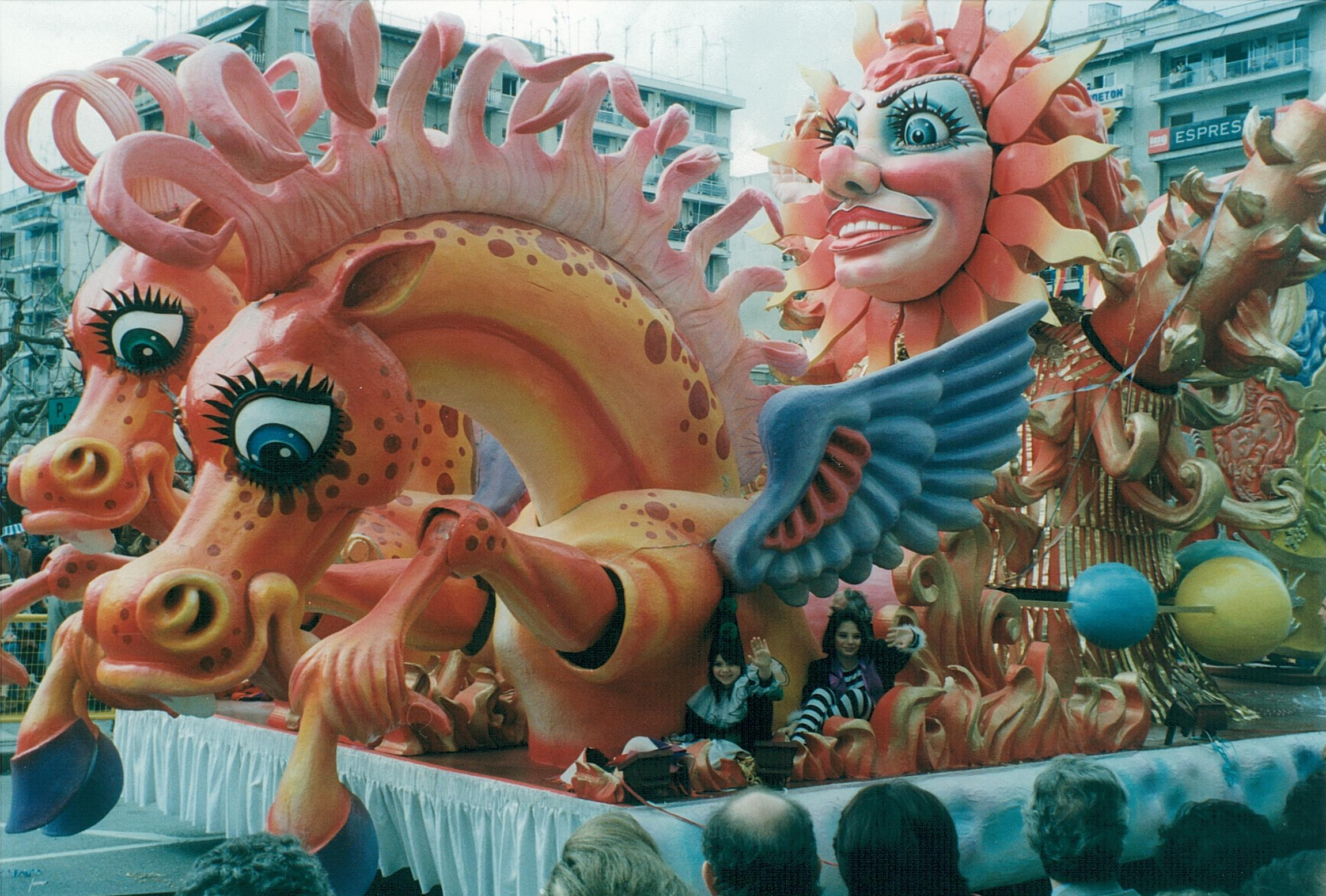
Колісниця Сонця, карнавал 2006 року

Апокрієс (грец. Αποκριες) — свято в Греції, аналог української Масниці. Святкується як власне у Греції, так і греками діаспори. Триває впродовж трьох тижнів до Чистого Понеділка, 2011 року — до 26 лютого.
Оскільки традиція періоду Апокрієс — давня язичницька традиція, свято не вітається Грецькою православною церквою.

## Історія свята
Свою назва «апокрієс» бере від сезону, коли у селян закінчувалося м'ясо: буквально «апо кріес» означає «без м'яса». Святкувати Апокрієс в Елладі почали ще в античну добу. Тоді свято символізувало оновлення землі, прихід весни. Воно присвячувалося богові Діонісу і супроводжувалося гучним святкуванням із розпиванням вина, здійсненням таємних містерій.
Із приходом християнства святкування Діонісій було суворо заборонене, Апокрієс більше не пов'язувався із культом Діоніса і означав переддень Великого посту.

## Сучасні традиції
Дата початку святкування сучасного Апокрієсу залежить від Великодня. В перший день традиційно готують порося, у багатьох районах Македонії проводиться бенкет у будинку священика. На Пелопоннесі бенкет також відбувається в оселі священика, наприкінці застілля він питає городян: «Усі наїлися?». У відповідь кажуть: «Наїлися». Тоді священик знову питає: «Навеселилися?», — і у відповідь чує: «Навеселилися». Тоді він бажає усім присутнім на бенкеті: «Будьте завжди ситими».
Четвер першого тижня називається Цикпопемпті. В цей день обов'язково готують страви зі свинини — цикнізо. Після обіду усі збираються на центральній площі, голосно співають пісні, танцюють, влаштовуються театралізовані вистави.
Наприкінці другого тижня Апокрієсу кульмінацією свята слугують карнавали, які проводяться в багатьох містах країни, зокрема у Касторії, Ксанті, Серресі, Спарті, Наусі, Гревені, Фівах, на островах Хіос та Кефалінія. Однак найбільшою пишністю та урочистістю відрізняється Патрський карнавал, його історія нараховує вже 160 років. Основна атракція цього карнавалу — хода в костюмах на колісницях та ритуал спалення короля Карнавалу.
Впродовж останнього третього тижня не вживають м'ясні страви, однак можна коштувати рибу, яйця, сир і молочні страви. Також прийнято в ці дні відвідати своїх батьків, бабусь і дідусів. Остання неділя свята перед Чистим понеділком називається Тірофагіс, в цей день востаннє перед Великоднем можна одружуватися, пізніше вінчання можливе тільки після Великодня. Також в цей останній день Апокрієсу усі просять у день в одного пробачення та дарують подарунки.